# Ozeaneum
O Ozeaneum é um aquário público na cidade de Stralsund, na Alemanha. É uma atração principal do Museu Alemão de Oceanografia (em alemão: Deutsches Meeresmuseum), e indiscutivelmente uma das três maiores instituições de seu tipo na Europa.
O Ozeaneum - localizado no histórico porto de Stralsund na costa do Báltico - abriu as suas portas em Julho de 2008. O museu mostra principalmente a vida marinha do Mar do Norte e do Mar Báltico.
O Ozeaneum foi criado para ser uma das principais atrações turísticas da cidade, com aproximadamente 550.000 visitantes por o ano. Mas o museu provou ser consideravelmente mais atrativo do que o esperado, e só no fim do primeiro ano tinha já teve mais que 900.000 visitantes. A milionésima visita ocorreu em 27 de julho de 2009.
Em 22 de Maio de 2010, o OZEANEUM Stralsund recebeu o Prémio Museu Europeu do Ano numa cerimônia na cidade finlandesa de Tampere.